# Ranunculus parnassifolius
Ranunculus parnassifolius je druh rostliny z čeledi pryskyřníkovité (Ranunculaceae).

## Popis
Jedná se o vytrvalou rostlinu dorůstající nejčastěji výšky 4–10 (zřídka až 20) cm s krátkým oddenkem. Lodyha je vystoupavá, zpravidla bíle chlupatá, později olysává, na vrcholu většinou s několika málo květy. Listy jsou střídavé, přízemní jsou řapíkaté, lodyžní až přisedlé. Čepele přízemních listů je nedělená, široce vejčitá až vejčitě kopinatá se srdčitou bází, celokrajná, se souběžnými žilkami. Čepele jsou zvláště na okraji bíle huňaté, později olysávají. Květy jsou bílé, asi 20–25 mm v průměru. Kališních lístků je 5, vně jsou bíle huňaté. Korunní lístky jsou bílé, někdy později s červeným nádechem, je jich zpravidla 5. Kvete v červnu až v srpnu. Plodem je nažka, která je na vrcholu zakončená zobánkem. Nažky jsou uspořádány do souplodí. Počet chromozómů je 2n=16 nebo 32.

## Rozšíření
Ranunculus parnassifolius roste v horách jižní až střední Evropy. Vyskytuje se v horách severozápadního Španělska, především v Kantaberském pohoří, Pyrenejích a Alpách. Většinou obsazuje bazické substráty. V České republice ani na Slovensku neroste.

## Taxonomie
Jedná se o variabilní druh, bylo popsáno více poddruhů:
- Ranunculus parnassifolius subsp. parnassifolius roste ve východních Pyrenejích
- Ranunculus parnassifolius subsp. cabrerensis je endemit hor SZ Španělska
- Ranunculus parnassifolius subsp. favargeri roste v západních Pyrenejích, Picos de Europa
- Ranunculus parnassifolius subsp. heterocarpus roste v Alpách a asi i jinde